# Rhinatrema
Rhinatrema é um gênero de anfíbio da família Rhinatrematidae.
Até recentemente, a cecília de duas linhas (R. bivittatum) era a única espécie do gênero Rhinatrema. Porém, em 2010 e 2018, novas espécies foram descritas. O gênero agora contém seis espécies:
As seguintes espécies são reconhecidas:
- Rhinatrema bivittatum (Cuvier in Guérin-Méneville, 1829)
- Rhinatrema gilbertogili Maciel, Sampaio, Hoogmoed & Schneider, 2018
- Rhinatrema nigrum Dunn, 1942
- Rhinatrema ron Wilkinson & Gower, 2010
- Rhinatrema shiv Gower, Wilkinson, Sherratt & Kok, 2010
- Rhinatrema uaiuai Maciel, Sampaio, Hoogmoed & Schneider, 2018